# Gotein-Libarrenx
Gotein-Libarrenx là một commune tỉnh Pyrénées-Atlantiques, thuộc vùng Nouvelle-Aquitaine, tây nam nước Pháp.